# Château de Pierre-Percée
Pour les articles homonymes, voir Pierre percée.
Le château de Pierre-Percée, anc. château de Langenstein, est un ancien château fort, de nos jours en ruine, dont les vestiges se dressent à 10 kilomètres à l’est de Badonviller, sur l'actuelle commune de Pierre-Percée, en Meurthe-et-Moselle. Il a été bâti au Moyen Âge.
Le château fait l’objet d’un classement au titre des monuments historiques depuis le 21 septembre 1981.

## Localisation

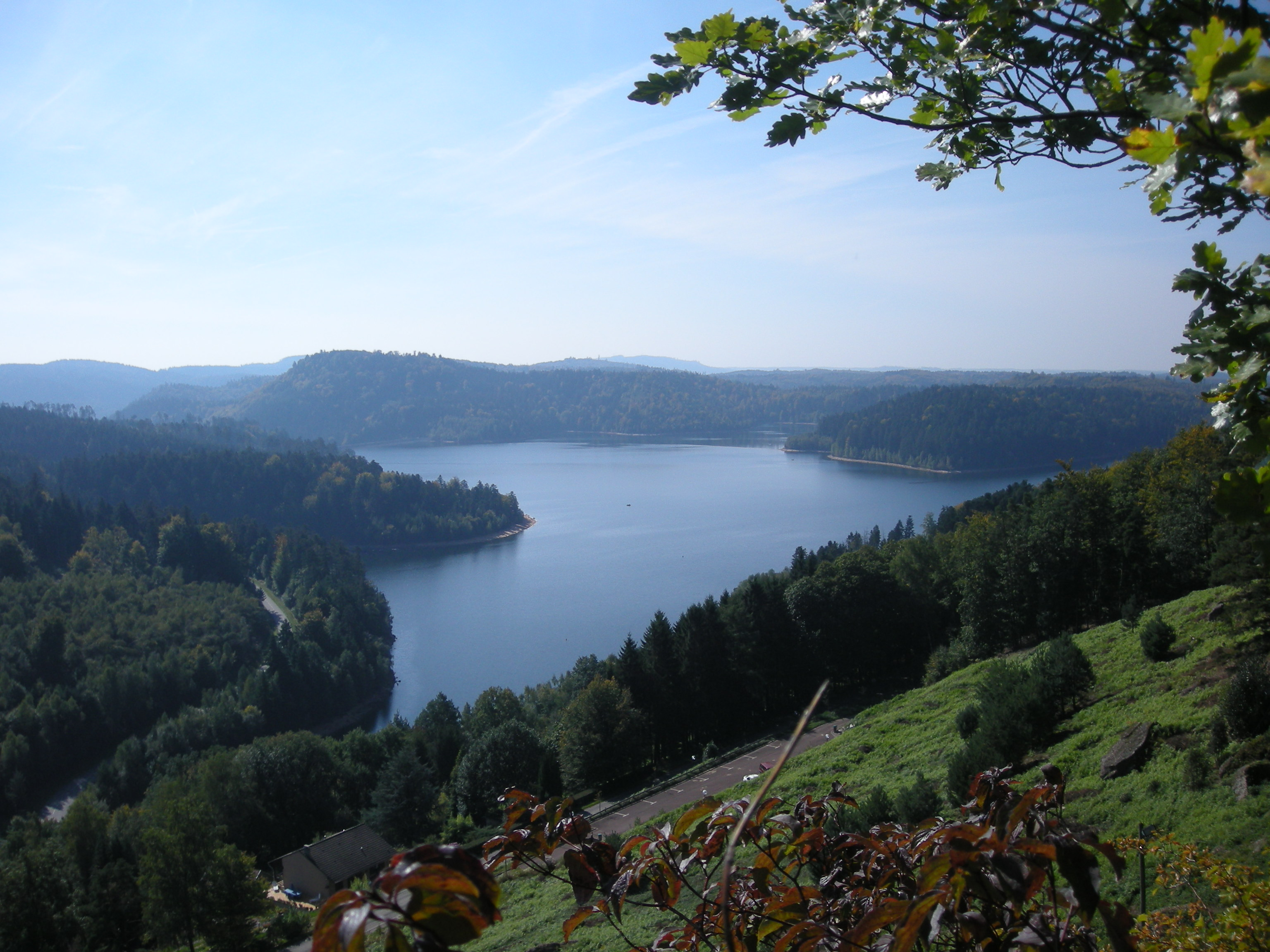
Vue sur le lac depuis le château.

Situé à 495 mètres d’altitude, le château est implanté sur un sommet du piémont lorrain du massif des Vosges ; il occupe une barre rocheuse d’orientation est-nord-est—ouest-sud-ouest de plus de 120 mètres de long et haute d’environ 12 mètres, composée de grès à poudingue localement très friable.
La basse-cour du château s’étendait sur le côté nord-ouest, le moins abrupt de la pente. Un petit village avec église s'est édifié avec les pierres du château en contrebas.
Aux pied de la montagne supportant le château a été créé au cours du XXe siècle le lac de Pierre-Percée, contribuant au caractère romantique du site.

## Historique

### Langenstein
La mention la plus ancienne semblant attester l’existence d’une construction castrale à Pierre-Percée vient d’une chronique rédigée vers 1140 ; elle concerne Albertum de Longuicastro, un noble qui aurait vécu au milieu du XIe siècle. Longuicastro serait la latinisation de « Langenstein » (la longue pierre, sur laquelle est construit le château), castro ayant une signification équivalente en vieil allemand avec Stein qui désigne un château.
Albertum ou Adalbert est un cadet de la famille des comtes d’Alsace. Nommé duc de Lorraine par l’empereur Henri III, c’est probablement lui qui construit le château dont il prend le nom. Il est tué le 11 novembre 1048 lors de la bataille de Thuin par Godefroy II le Barbu qui voulait récupérer son duché. Henri III donne alors le duché au frère d'Adalbert, Gérard Ier de Lorraine.
Sa fille Mathilde épouse Folmar IV, comte de Metz, dont le fils Godefroy porte le titre de comte de Langenstein. Il s’unit à Agnès de Bar avant 1100, mais décède vers 1110. Vers 1135, l'évêque de Metz, Étienne de Bar, assiège le château et fait bloquer les principaux point de passage en dressant trois fortifications aux lieudits Dame Galle, Ortomont et La Roche des Corbeaux. Malgré cela, les assiégés ne se rendront qu'au bout d'une année.
La tradition fait remonter à Agnès l’initiative du creusement avant 1138 d’un puits de quelque 100 pieds de profondeur (33 mètres), à l’aplomb sud-ouest du rocher. Seule la partie supérieure du puits est encore visible ; son diamètre est de 2,20 mètres. La réalisation de ce travail sans doute exceptionnel pour l’époque n’a pas manqué de frapper les esprits, puisqu’on désigna fréquemment la forteresse sous le nom de Petrae Perforatae en latin et Piereperciée en vieux français. Ce qui n’empêcha pas les propriétaires de continuer à se faire appeler comtes de Langenstein (ou Langstein) encore en 1150.

### Les comtes de Salm
Veuve du comte de Langenstein, Agnès épouse en secondes noces Hermann II, comte de Salm, fils de Hermann Ier roi de Germanie, issu de la dynastie de Luxembourg.

#### Les guerres féodales
Le territoire de ce nouveau seigneur comprend les villes de Badonviller (qui devient la capitale du comté) et de Blâmont. Hermann II entre en guerre vers 1134 au côté du duc de Lorraine dont il est l'homme lige, contre son propre beau-frère, le comte de Bar, et l'évêque de Metz lui aussi de la famille de Bar. Hermann II trouve la mort sur le champ de bataille devant le château de Frouard. Dans le même temps, le château de Pierre-Percée est assiégé et tombe entre les mains de l'évêque de Metz. C’est probablement aussi à l’occasion de cette guerre que disparaît son fils Hermann III, puisque son fils cadet, Henri Ier, hérite du comté.
Une chapelle y est attestée par un texte non daté mais rédigé entre 1228 et 1244 à l'occasion de sa donation par Henri III à l’abbaye de Saint-Sauveur toute proche.
Par suite de ses déboires financiers, son petit-fils, le comte Henri IV, est contraint, avant de les reprendre ensuite en fiefs, de vendre son château ainsi que le château de Salm dans la vallée de la Bruche (dans le Bas-Rhin) au puissant évêque Jacques de Metz avant 1258.

#### Le déclin
Le château n’est pas le logement principal des comtes, ces derniers résidant principalement là où se fait l’histoire, c’est-à-dire dans les villes et à la cour ducale, les châteaux éloignés étant laissés à des fonctionnaires (cellérier, capitaine, prévôt). Le château sert également de caution lorsque le comte doit réaliser des emprunts ; il l’engage à ses créanciers.
Les comptes signalent de 1564 à 1634 des réfections régulières sur les charpentes des étages, les toitures, et des travaux de maçonnerie. On y apprend ainsi que certains de ces travaux y sont réalisés alors que des toitures et des planchers se sont déjà effondrés par suite de leur pourrissement.
La forteresse fait l’objet en 1587 d’un renforcement de sa garnison et de nombreux travaux de restauration et d'amélioration des défenses, à l’annonce de la venue de mercenaires au service de princes protestants (roi de Navarre et duc de Bouillon). Les travaux concernent : la basse-cour, les toitures, la citerne, le pont-levis, la tour de guet, les deux corps de garde ; une canonnière est aménagée près du pont-levis et les arquebuses sont révisées par un maître arquebusier de Badonviller.
Mais c’est au cours de la guerre de Trente Ans (1618-1648) que le château — comme le hameau établi à ses pieds — sera détruit, notamment lors du siège de 1636 par les troupes conduites par Bernard de Saxe-Weimar contre les troupes impériales.

### État actuel
Pierre-Percée n’a plus été reconstruit, et ses pierres ont été utilisées comme matériaux de construction.
De l'imposante structure du château ne subsiste de nos jours que quelques murs modestes à l’extrémité ouest-sud-ouest, dont une tour-donjon de section carrée de 8 × 8 m s’élevant encore jusqu’à 13 mètres. Réalisée en bel appareil, percé d’un fenestron de style roman, elle daterait du XIIe siècle.
Il est propriété de l'Office national des forêts qui assure également l'entretien du site.

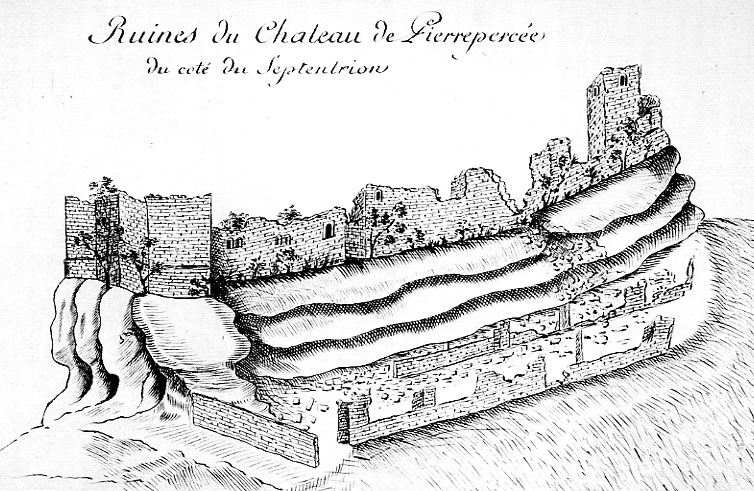
Le château en 1755.
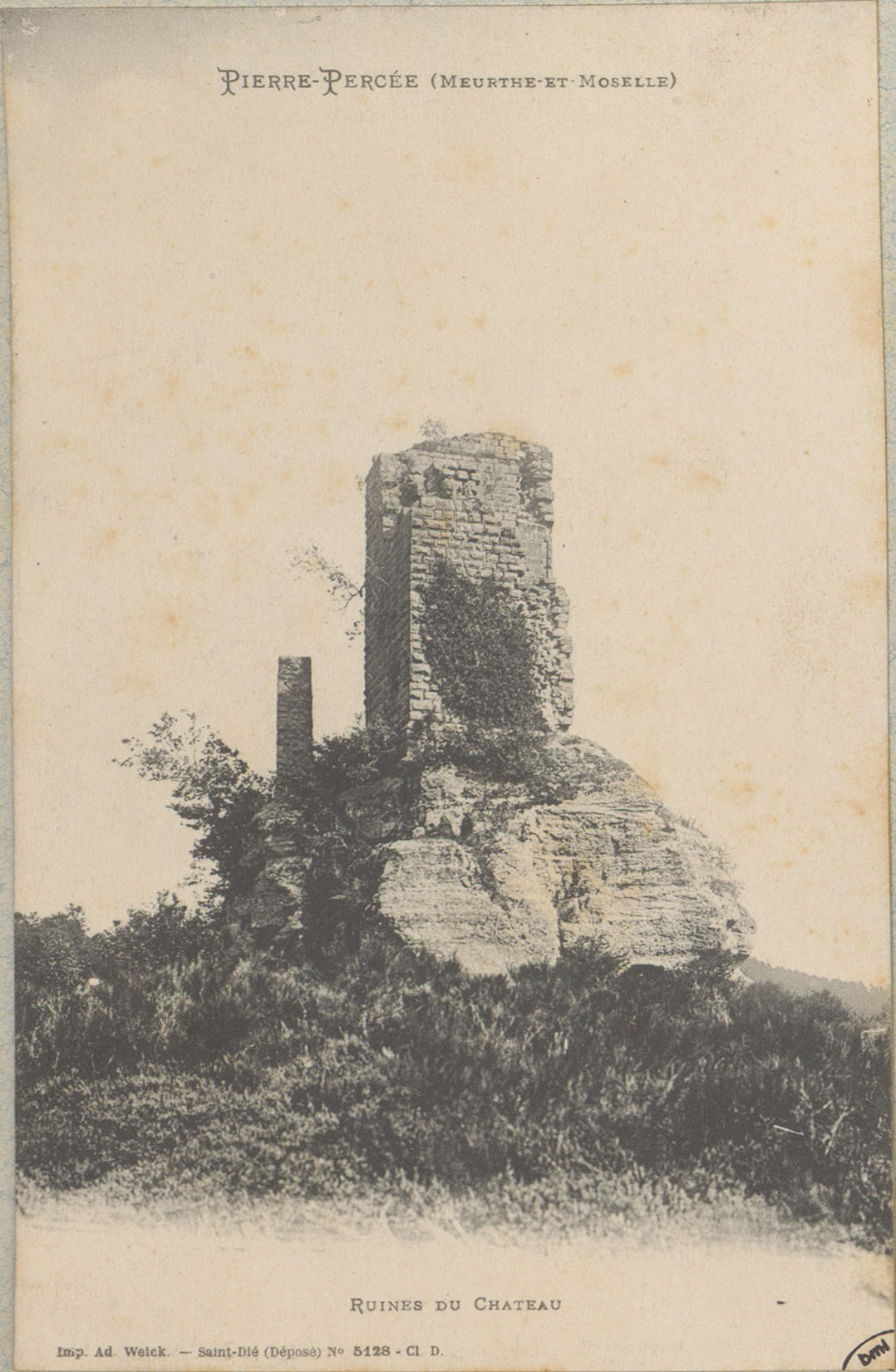
Ruines du château (carte postale A. Weick).
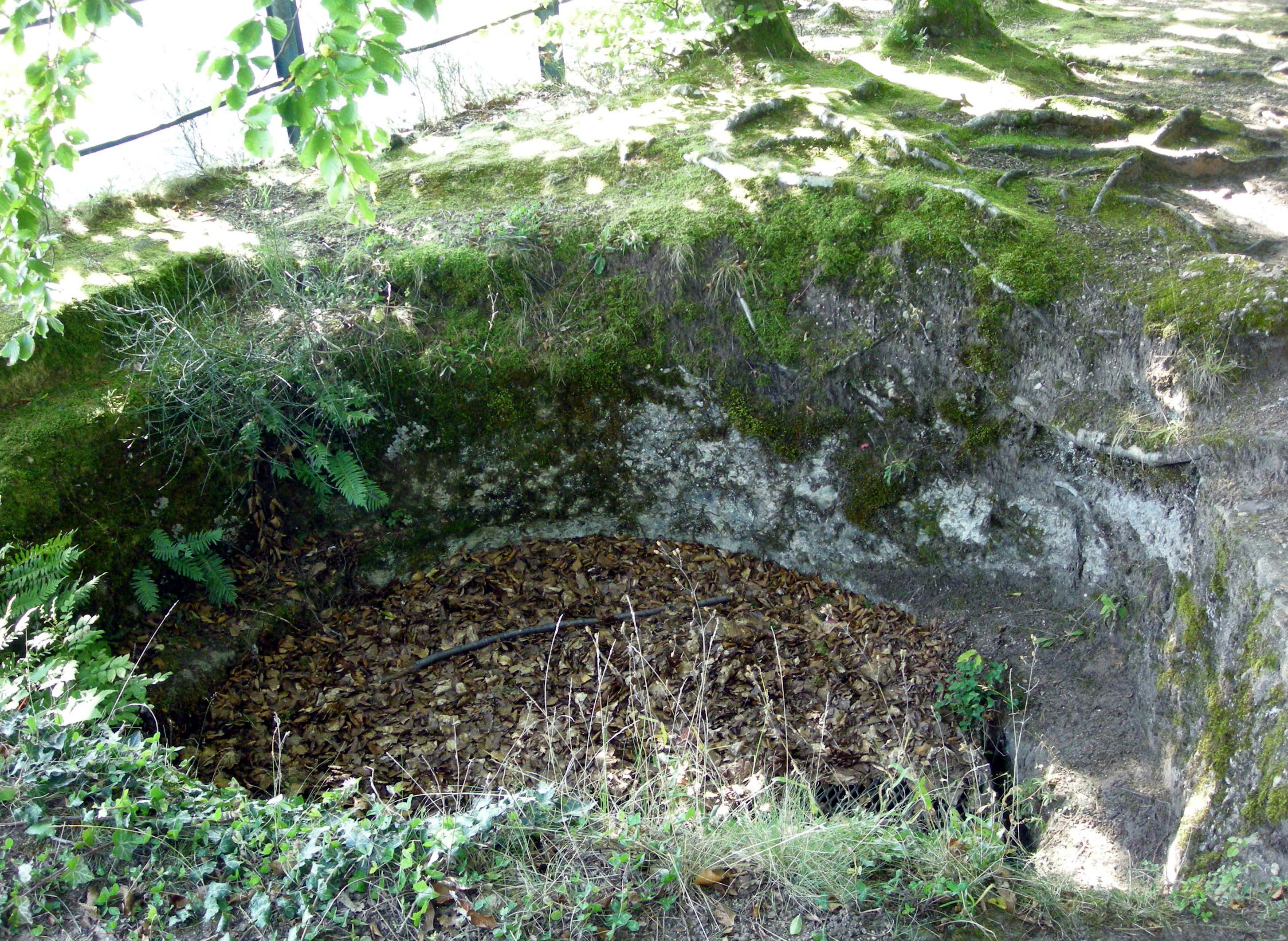
L'entrée du puits.
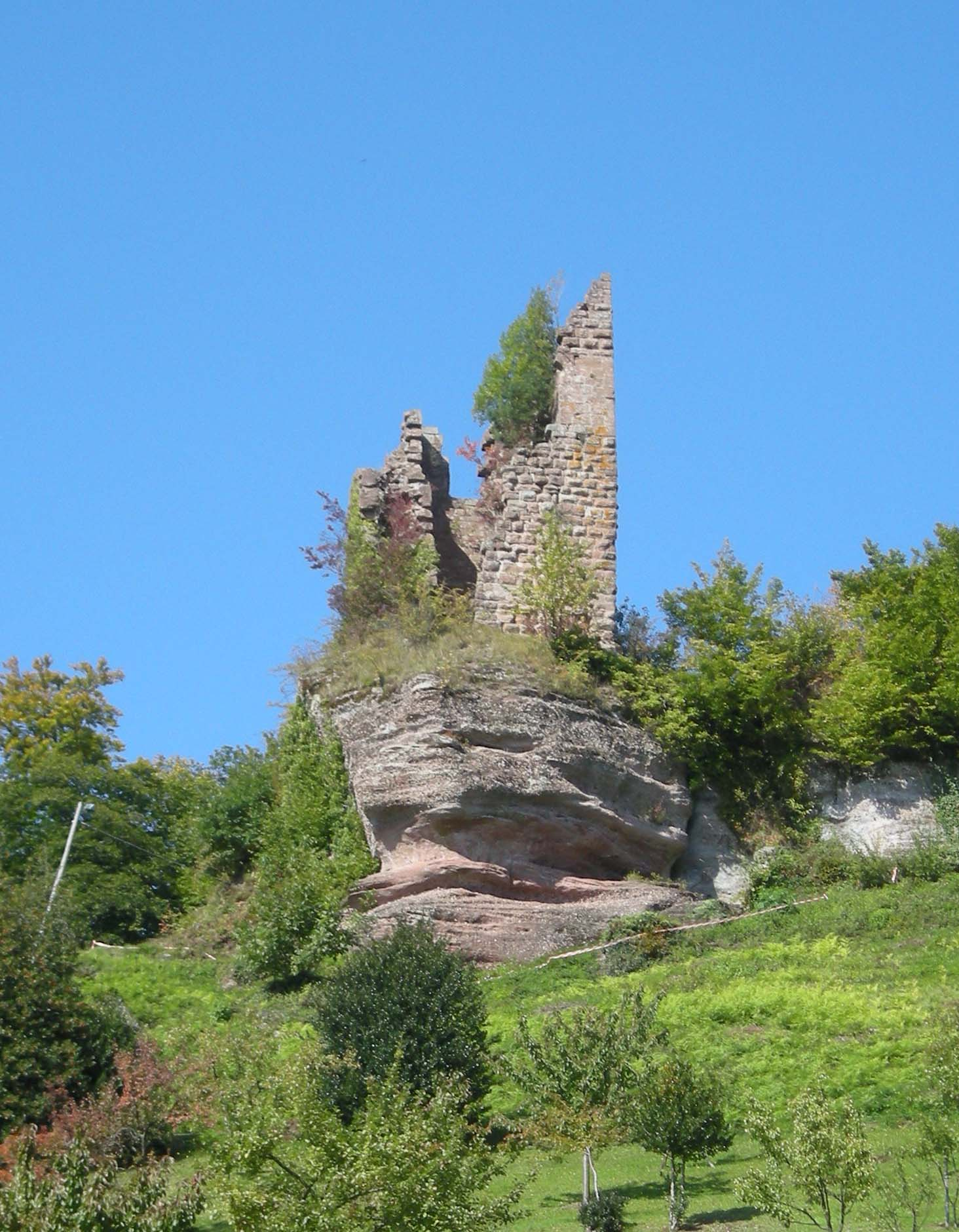
La tour-donjon.
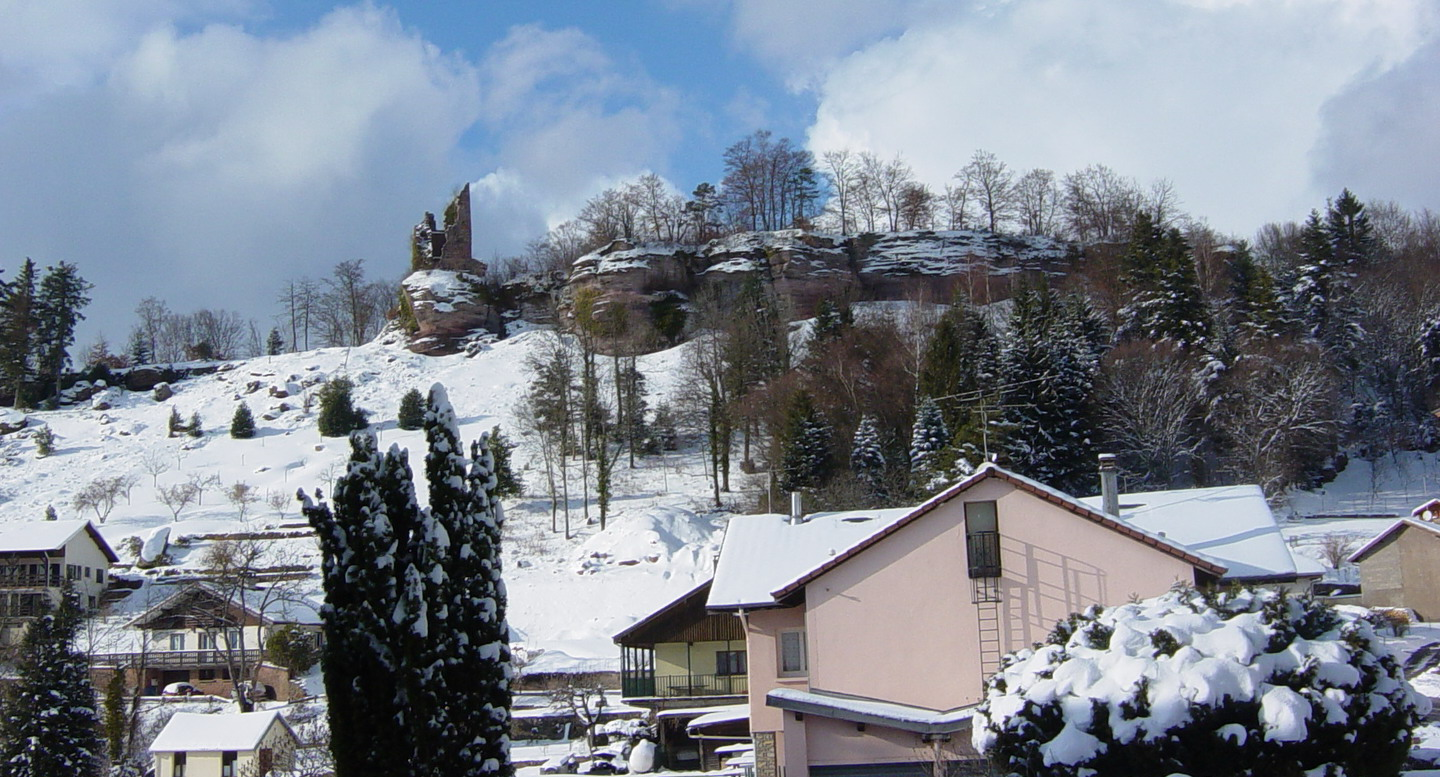
Le château en hiver depuis le village.
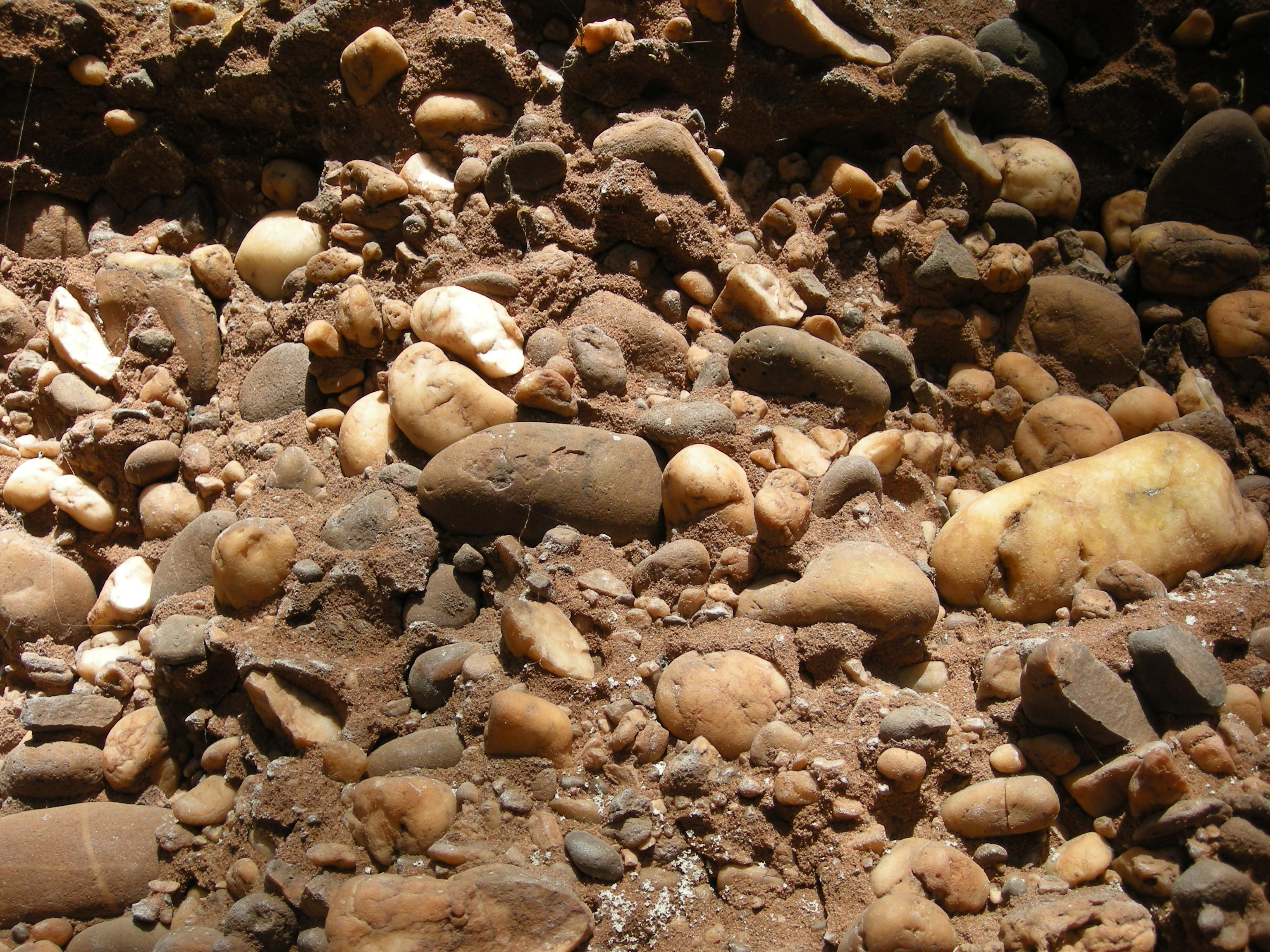
Grès à poudingue de la région.